# Boschidar Sdrawkow

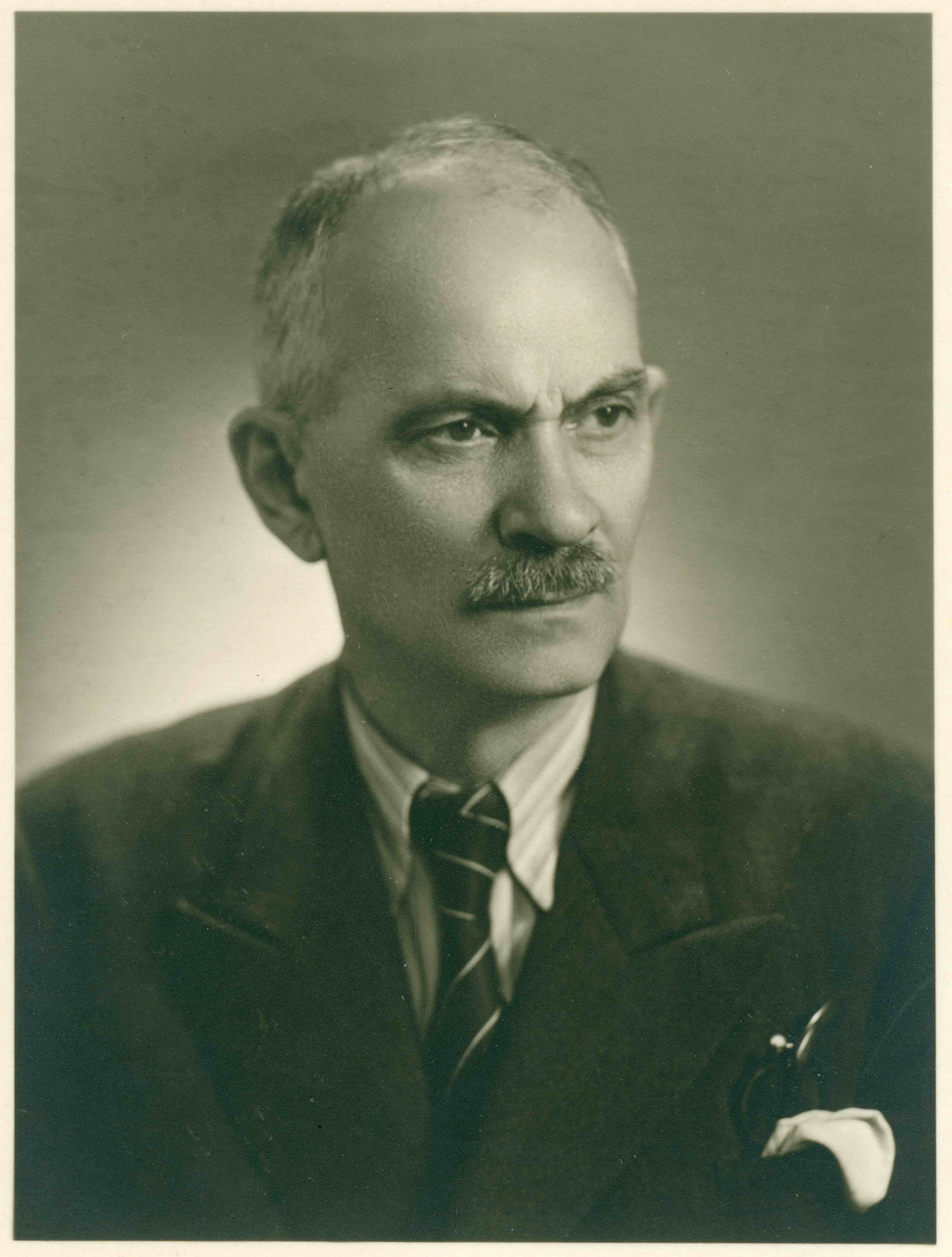

Boschidar Antonow Sdrawkow (auch Bozhidar Antonov Zdravkov geschrieben, bulgarisch Божидар Антонов Здравков; * 30. Januar 1884 in Pirot, Serbien; † 25. September 1959 in Plowdiw, Bulgarien) war ein bulgarischer Politiker und Bürgermeister der zweitgrößten bulgarischen Stadt Plowdiw.

## Leben
Boschidar Sdrawkow wurde 1884 in der nach dem Berliner Kongress (1878) zu Serbien zugehörigen Stadt Pirot geboren. In der Region Pirot und in Südostserbien allgemein lebt bis heute eine bulgarische Minderheit. Nach dem Serbisch-bulgarischen Krieg von 1885 emigrierte seine Familie in das benachbarte Königreich Bulgarien. Zwischen 1905 und 1907 studierte Sdrawkow an der Universität Sofia Rechtswissenschaft. Nachdem die Universität 1907 geschlossen worden war, zog Sdrawkow nach Zagreb, wo er sein Studium fortsetzte und 1909 erfolgreich abschloss. Danach kehrte er nach Bulgarien zurück, wo er als Richter in Jambol und Sliwen arbeitete. Ab 1914 lebte und arbeitete er in Plowdiw.
Boschidar Sdrawkow war zwei Amtsperioden à drei Jahre (von 1932 bis 1939) Bürgermeister von Plowdiw. Als Bürgermeister förderte und etablierte er die Internationale Messe Plowdiw. Auch eine Reihe von öffentlichen Projekten wurde unter seiner Leitung durchgeführt.
Sdrawkow starb am 25. September 1959 in Plowdiw.